# Deq (tatouage)
 (mai 2023).
Le Deq (kurde : deq, دەق ) ou xal (kurde : xał, خاڵ ) sont les tatouages traditionnels et uniques des Kurdes. Le deq est plus fréquent chez les femmes kurdes, mais est également observé chez les hommes. Cependant, la pratique du deq est devenue moins courante en raison de l'influence de l'islam et a été remplacée par le henné. Contrairement au henné, le deq n'est pas temporaire. Des efforts ont été faits pour revitaliser l'utilisation du deq comme moyen de réaffirmer son identité kurde. Le Deq est également pratiqué par les Yézidis et à un degré supérieur.

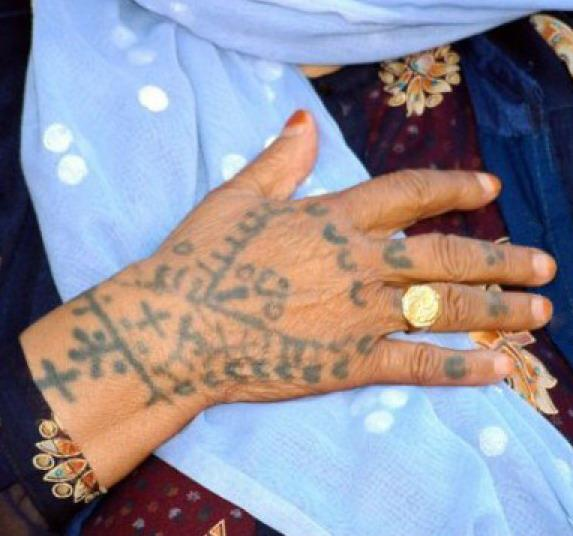
Tatouage kurde traditionnel ou deq sur la main féminine

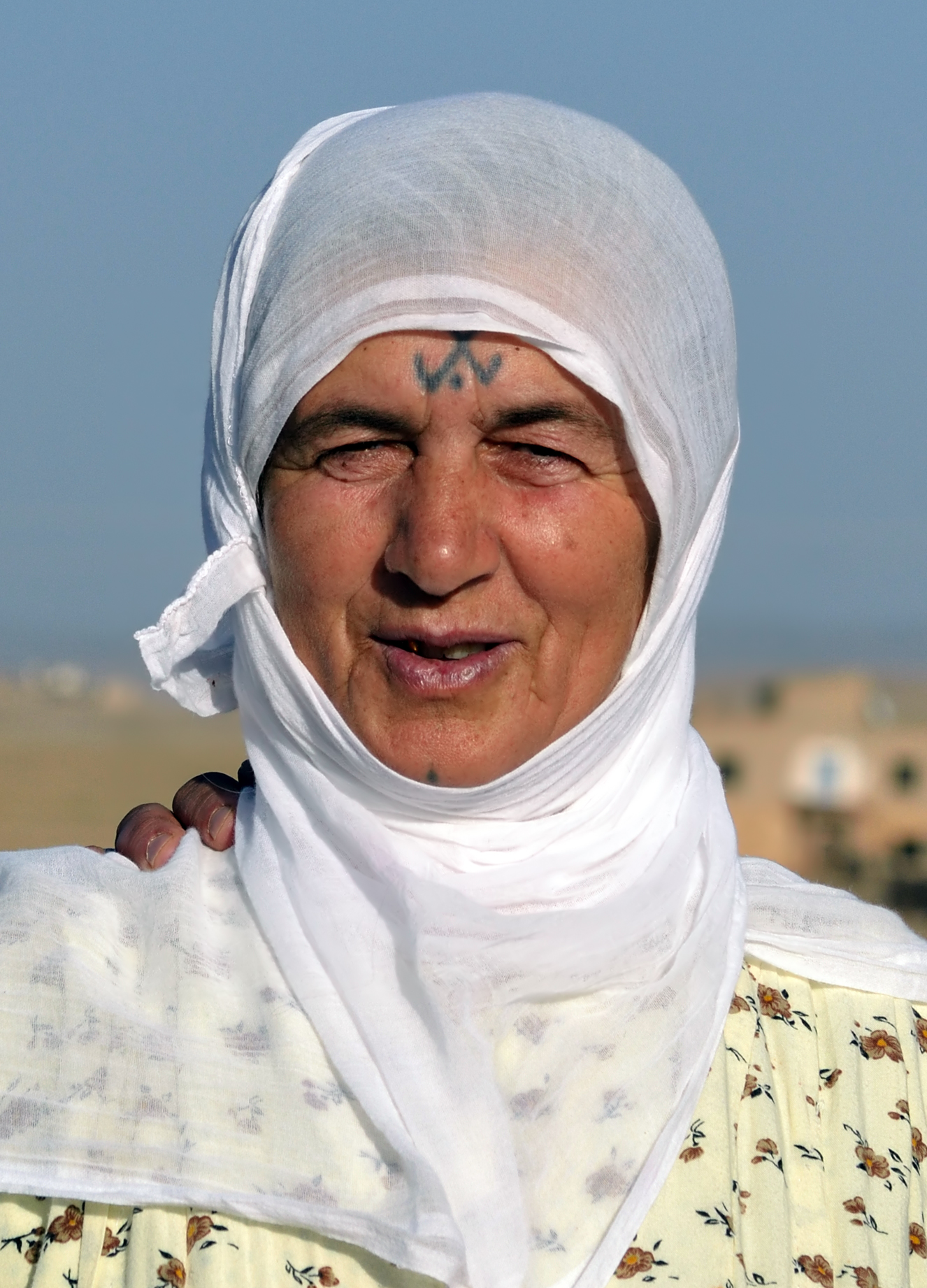
Femme kurde avec un motif de deq sur son visage, Savur

## Histoire
Les origines de deq sont inconnues.
Au début du VIe siècle, Aétios d'Amida a écrit sur le deq  et sa préparation, qu'il a publié dans son ouvrage Medicae Artis Principes. Dans cet ouvrage, il explique que le deq est préparé en broyant et en mélangeant du bois de pin (de préférence son écorce), du bronze corrodé, de la gomme et de l'huile d'arbre. En plus de ce mélange, le bronze corrodé est également mélangé à du vinaigre pour créer un second mélange. Ensuite, on mélange du jus de poireau et de l'eau. L'emplacement du tatouage est alors nettoyé par ce mélange de jus de poireau, un dessin est dessiné par perçage et le mélange est ensuite appliqué sur la peau.
Jacques de Morgan a également observé le tatouage des femmes kurdes en 1895 et a mentionné que les femmes âgées avaient la plupart des tatouages et étaient parfois tatouées sur tout le corps. Lorsque les hommes étaient tatoués, c'était principalement localisé sur leurs mains et rarement sur le visage. Henry Field a également observé ce phénomène lorsqu'il a visité les provinces du Kurdistan et de Kermanshah en Iran, dans les années 1950.

## Signification et usage
La pratique du deq est antérieure à l'islam et est associée aux traditions locales. Ils peuvent avoir différentes significations selon le placement, y compris la parure pure, la protection spirituelle et l'affiliation tribale. Chez les femmes, on les trouve généralement sur le visage, le cou, les pieds, les mains et dans une moindre mesure les seins et près des organes génitaux. La deq faciale est censée éloigner les mauvais esprits, assurer une bonne santé et la fertilité. Il existe des règles d'utilisation du deq et les femmes divorcées ou qui ont donné naissance à des enfants mort-nés ne peuvent pas être tatouées.
Pour tatouer une femme, le tatoueur dessine d'abord le motif sur la peau à l'aide d'une aiguille trempée dans l'encre et piquée dans la peau. L'encre est fabriquée à partir de lait, généralement du lait maternel, et les motifs sont généralement des lignes, des étoiles, des swastikas, des soleils, des demi-cercles, des rectangles, des losanges et des croix. Ce sont les cercles qui sont particulièrement associés à la fertilité, tandis que les croix sont censées éloigner les mauvais esprits et que les diamants apportent la force. Le deq peut être considéré comme un journal intime pour la femme en particulier.
Les hommes se font généralement tatouer les mains, les jambes, le cou, la poitrine et le visage, les tatouages temporaux sont courants. Les significations premières chez les hommes sont médicinales et protectrices.
Dans le passé, il était possible d'identifier l'appartenance à une tribu d'un Kurde par son deq.

## Tendances parmi les Yézidis
Les modèles parmi les Yézidis comprennent un peigne, une croix, une gazelle, un animal appelé daqqayeh, un pied de ganga des sables, une lune (pleine ou en croissant), une poupée, un fuseau, un « v » inversé appelé res daqq et un dimlich, figure qui ressemble à un sac avec deux cordes.